# 星风 (情报活动代号)
星风（英文：Stellar Wind）是美国国家安全局执行的某些信息收集活动的代号；这些活动的存在是由Thomas Tamm向《纽约时报》记者James Risen和Eric Lichtblau揭露的。这项任务是由時任美国总统小布什于2001年九一一事件发生后不久批准的。在奥巴马任内，该项目被更名为RAGTIME；而对内收集活动，即那些针对美国境内的美国公民的情报收集活动，则使用代号RAGTIME-P，其中的“P”代表美国爱国者法案中的“爱国者（Patroit）”，而正是该法赋予了当局进行大宗数据收集的权力。

## 計劃範圍
该项目的活动涉及对一个大型数据库进行的数据挖掘；该数据库记载了美国公民的通讯活动，包括电子邮件、电话通话、金融交易和互联网活动。 William Binney是国家安全局的一名退休技术负责人，他在2012年混沌通信大会（Chaos Communication Congress）上对该项目的结构和运作进行了讨论。
美国司法部曾对该项目的合法性持有争议，因为其数据收集的对象是大量个人，並不符合《外国情报监视法》（Foreign Intelligence Surveillance Act, FISA）的授權主題。
在小布什任内，通过星風立案的案件曾被联邦调查局的探员称为“披萨案件”，因为许多看似可疑的案件只不过是食品外卖订单而已。据称，约99%的案件是無價值的，但“我们得担心的是其余的那1%”；这些数据的用途之一是搜集恐怖活动嫌疑者的可疑活动报告（Suspicious Activity Reports），正是一份这样的报告揭露了纽约州前州长艾略特·斯皮策嫖娼的事实，虽然他与恐怖活动無關。

## 披露
2012年3月，《连线》杂志（Wired）发表了一篇题为〈国家安全局正在建立全国最大的谍报中心（说话要小心）〉的文章，讨论该局正在犹他州建立一个巨大的新的大型数据中心，说“前任国家安全局官员首次公开详细描述这一代号为星風的项目”。这位官员就是William Binney，国家安全局的一名退休密码分析人员。文章提到，虽然国家安全局很早就可以自由窃听国际卫星通信内容，但九一一之后，该局在美国电信公司的“交换设备”上安装了窃听装置，从而能够获得国内通信内容；“一名前国家安全局官员称共有10到20个这样的装置”。
2013年6月，《華盛頓郵報》和《衛報》發表了一份日期為2009年3月的監察長辦公室報告草稿，由愛德華·斯諾登披露，詳細介紹了星風計劃。毫無疑問，監視計劃的持續性仍然存在。